# Југославија на Зимским олимпијским играма 1924.
Југославија (Краљевина Срба, Хрвата и Словенаца) је први пут учествовала на Зимским олимпијским играма одржаним 1924. године у Шамонију, Француска.
Југославија је на ове игре послала укупно четири такмичара који су се такмичили у две скијашке дисциплине и није освојила ни једну медаљу.

## Резултати по спортовима
У табели је приказан успех југословенских спортиста на олимпијади. У загради иза назива спорта је број учесника
Са појачаним бројевима је означен најбољи резултат.
Принцип рачунања олимпијских поена: 1. место – 7 поена, 2. место – 5 поена, 3. место – 4 поена, 4. место – 3 поена, 5. место – 2 поена, 6. место – 1 поен.

| Спортска дисциплина | Освојено место | Освојено место | Освојено место | Освојено место | Освојено место | Освојено место | Олимпијски поени | Такмичари | Такмичари | Такмичари |
| Спортска дисциплина |                |                |                | 4.             | 5.             | 6.             | Олимпијски поени | Мушки     | Женске    | Укупно    |
| Скијашко трчање (2) | 0              | 0              | 0              | 0              | 0              | 0              | 0                | 4         | 0         | 4         |
|                     |                |                |                |                |                |                |                  |           |           |           |
| Укупно              | 0              | 0              | 0              | 0              | 0              | 0              | 0                | 4         | 0         | 4         |

## Скијашко трчање
Мушкарци
| Скијаш           | Дисциплина | Резултат          | Пласман (бр. учес) | Детаљи |
| ---------------- | ---------- | ----------------- | ------------------ | ------ |
| Зденко Швигељ    | 18 км      | 1:50:27,0         | 32 / 36 (41)       |        |
| Владимир Кајзељ  | 18 км      | 2:00:43,0         | 34 / 36 (41)       |        |
| Душан Зинаја     | 18 км      | 2:12:19,4         | 36 / 36 (41)       |        |
| Мирко Пандаковић | 18 км      | одустао           | одустао            |        |
| Душан Зинаја     | 50 км      | није завршио трку | није завршио трку  |        |
| Мирко Пандаковић | 50 км      | није завршио трку | није завршио трку  |        |
| Зденко Швигељ    | 50 км      | није завршио трку | није завршио трку  |        |

## Занимљивост
Душан Зинаја је био фудбалер ХАШК-а из Загреба, а после Олимпијских игара крајем 1924. постао је тренер Фудбалске репрезентације Југославије. Поред овога занимљиво је и његово учешће у скијашком трчању на тешкој и исцрпљујућој трци на 50 км. Био је упоран и није хтео одустати. Циљем је прошао пуна четири сата након престанка рада судског жирија, односно завршетка такмичења, које је завршено 6 сати и 30 минута после старта, када је почео да се спушта мрак. У званичном извештају стоји да није завршио трку.